# UEFA Europa League finalen 2020
UEFA Europa League finalen 2020 var en fodboldkamp der blev spillet 21. august 2020. Kampen skulle oprindeligt være spillet 27. maj 2020 på Stadion Energa Gdańsk i den polske by Gdańsk, men blev rykket til 21 august 2020 til RheinEnergieStadion, Köln grundet Coronaviruspandemien. Finalen skulle finde vinderen af UEFA Europa League 2019-20. De deltagende hold var spanske Sevilla og italienske Inter Milan. Den var kulminationen på den 49. sæson i Europas næststørste klubturnering for hold arrangeret af UEFA, og den ellevte finale siden turneringen skiftede navn fra UEFA Cup til UEFA Europa League.
Med en sejr på 3-2 sikrede Sevilla sig sin sjette triumf i turneringen.
Kampen blev ledet af den hollandske dommer Danny Makkelie.

## Spillested
For anden gang nogensinde blev der den 22. september 2017 startet en åben budproces af UEFA, så landes nationale fodboldforbund kunne byde ind på lokaliteter til afvikling af finalerne i klubkonkurrencefinalerne. (UEFA Champions League, UEFA Europa League, UEFA Women's Champions League og UEFA Super Cup). Forbundene havde indtil 31. oktober 2017 for at udtrykke interesse.
UEFA meddelte den 3. november 2017, at følgende to lokaliteter indgav bud på værtskab af finalen.
- Stadion Energa Gdańsk, Gdańsk
- Estádio do Dragão, Porto

Værtsskabet blev afgjort af UEFAs eksekutiv-komité på et møde i Kyiv den 24. maj 2018, hvor polske Stadion Energa Gdańsk blev valgt.
Finalen blev senere rykket til RheinEnergieStadion, Köln grundet Coronaviruspandemien.